# Greencard (Deutschland)
Die so genannte Greencard war in Deutschland die Kurzbezeichnung für das zwischen 2000 und Ende 2004 bestehende „Sofortprogramm zur Deckung des IT-Fachkräftebedarfs“. Experten aus dem Bereich der Informationstechnik (IT), die aus einem Land außerhalb der Europäischen Union und nicht aus der Schweiz stammten, erhielten im Rahmen der Greencard eine auf fünf Jahre befristete Aufenthaltsbewilligung und Arbeitserlaubnis, die an bestimmte Bedingungen geknüpft war.

## Entwicklung
Das „Sofortprogramm zur Deckung des IT-Fachkräftebedarfs“ lief Ende 2004 aus und wurde durch ein neues Zuwanderungsgesetz ersetzt, das es IT-Fachkräften weiterhin privilegiert ermöglichte, nach Deutschland einzuwandern.
Die Greencard trat in Deutschland am 1. August 2000 als „Verordnung über Aufenthaltserlaubnisse für hoch qualifizierte ausländische Fachkräfte der Informations- und Kommunikationstechnologie (IT-ArGV)“ in Kraft. Mit dem „Sofortprogramm zur Deckung des IT-Fachkräftebedarfs“ wollte die rot-grüne Bundesregierung unter Bundeskanzler Gerhard Schröder durch die Rekrutierung von Fachkräften, die aus einem Land außerhalb der Europäischen Union (nicht aus der Schweiz) stammten, kurzfristig den Bedarf an Experten aus dem Bereich der Informationstechnik (IT) decken.

## Vergleich der deutschen und der US-amerikanischen Greencard
Die begriffliche Anlehnung an die US-amerikanische Green Card ist dabei irreführend, da die deutsche Greencard in folgenden Punkten eingeschränkt war:
- Erstens erlaubte die deutsche Greencard Aufenthaltserlaubnisse nur für einen Zeitraum von maximal fünf Jahren. Zudem wurde die Rekrutierungsperiode auf zunächst drei Jahre festgesetzt. Die Regelung sollte also nach insgesamt acht Jahren auslaufen; Die Rekrutierungsperiode wurde allerdings um 17 Monate bis zum 31. Dezember 2004 verlängert, um die Zeit bis zum Inkrafttreten des neuen Zuwanderungsgesetzes zu überbrücken.

- Zweitens wurde die Zielgruppe sehr genau definiert. Die Greencards wurden nur an Fachkräfte der IT-Branche vergeben, die entweder einen entsprechenden Hochschulabschluss vorweisen konnten oder mindestens 50.000 Euro verdienten.

- Drittens war die Zahl der auszustellenden Greencards auf zunächst 10.000 begrenzt; Nach einem Jahr wurde diese Zahl – wie geplant – auf 20.000 erhöht.

## Rezeption und Nutzung
Die Anzahl der zugesicherten Arbeitserlaubnisse zwischen dem 1. August 2000 und 31. Dezember 2004 war 17.931, wobei die Anzahl der tatsächlich erteilten Arbeitsgenehmigungen für die erstmalige Beschäftigung nur 13.041 erreicht hatte, welches dazu führt, dass eigentlich nur 13.041 ausländische Arbeitskräfte die Greencard erhielten.
Die Greencard wurde in der deutschen Öffentlichkeit intensiv diskutiert. Vertreter der Wirtschaft begrüßten die Regelung, Jürgen Rüttgers (CDU) dagegen versuchte, sie mit einer Postkartenaktion zu bekämpfen, und ist Urheber des Mottos „Kinder statt Inder“.
Bewertungen des Erfolges der Greencard lassen sich nur schwer vornehmen, da sie vom Zusammenbruch der New Economy und des Neuen Marktes wegen der sogenannten "Dotcom-Blase" überschattet wurde. Die meisten der mit der Greencard nach Deutschland gekommenen Experten waren entweder Informatiker oder Elektroingenieure, nach Nationalitäten kamen die meisten aus Indien, auch Osteuropäer und Äthiopier waren oft vertreten.
Ein Großteil fand in Stuttgart, München oder Frankfurt am Main einen Arbeitsplatz, nach Nord- und Ostdeutschland gingen sehr wenige. Inzwischen sind viele bereits wieder in ihre Heimatländer zurückgekehrt.
Mit der Einführung des Zuwanderungsgesetzes wurde die Greencard-Regelung in die Beschäftigungsverordnung aufgenommen, so dass die gesonderte "Greencard-Verordnung" überflüssig wurde. Seitdem besteht die Möglichkeit, IT-Fachkräfte bei Bedarf im Ausland anzuwerben, ohne dass eine zahlenmäßige Begrenzung von Kontingenten besteht. Allerdings muss die Beschäftigung zu branchenüblichen Gehältern im Rahmen eines in Deutschland sozialversicherungspflichtigen Arbeitsverhältnisses erfolgen. Seit dem 1. Januar 2009 wurde diese Regelung auf alle akademischen Berufe ausgeweitet. Gewerkschaften sehen die Greencard als Einladung zum Lohndumping, wie es eine Studie für die US-amerikanische IT-Wirtschaft bestätige.